# Tropidurus arenarius
Espèce
Synonymes
- Steironotus arenarius Tschudi, 1845
- Liocephalus rhodogaster Boulenger, 1901
- Liocephalus lineogularis Werner 1901
- Ophryoessoides arenarius (Tschudi, 1845)
- Stenocercus arenarius (Tschudi, 1845)

Statut de conservation UICN

 DD  : Données insuffisantes
Tropidurus arenarius est une espèce de sauriens de la famille des Tropiduridae.

## Répartition
Cette espèce est endémique du Pérou.

## Publication originale
- Tschudi, 1845 : Reptilium conspectus quae in Republica Peruana reperiuntur et pleraque observata vel collecta sunt in itinere. Archiv für Naturgeschichte, vol. 11, n. 1, p. 150-170 (texte intégral).